# Musée Roumiantsev

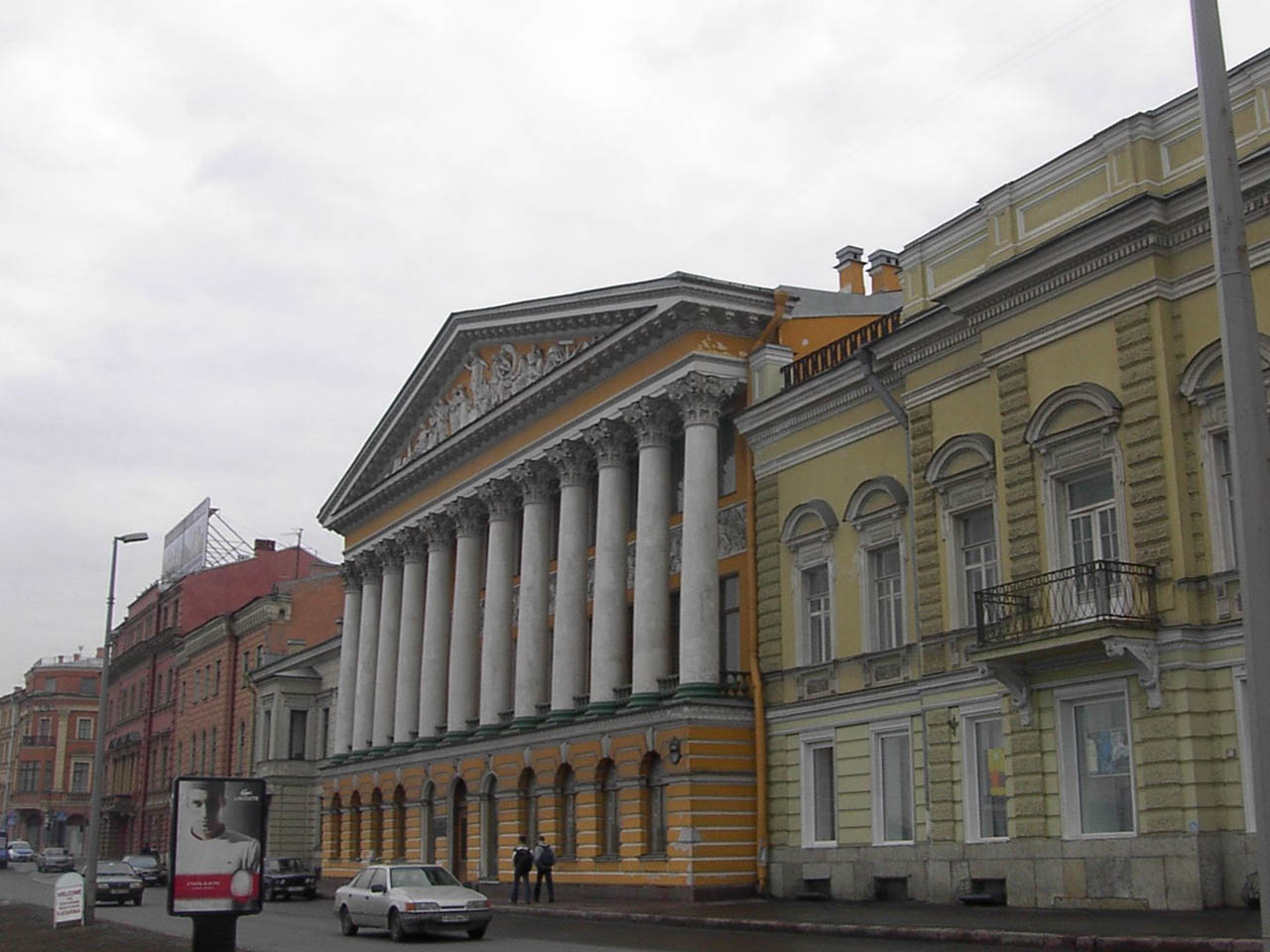
Palais Roumiantsev à Saint-Pétersbourg

Le Musée Roumiantsev (en russe : Румянцевский музей) a été à Moscou le premier musée ouvert au public, en 1862. Il a été créé à partir de la collection d'art personnelle et la bibliothèque du comte Nikolaï Roumiantsev (1754-1826), l'un des derniers représentants de sa famille.
Il offrit sa collection, qui se trouvait dans son palais de Saint-Pétersbourg (au palais Roumiantsev), au peuple russe. Elle fut transférée en 1861 à Moscou dans la Maison Pachkov.
En 1918-1919, Boris Matvéïévitch Sokolov dirige le département ethnographique du musée.
Le musée, souffrant d'un manque de place et de financement, fut fermé en 1925 et ses collections réparties dans d'autres musées russes, notamment le musée Pouchkine et la bibliothèque Lénine.

### Sources
- (en) Cet article est partiellement ou en totalité issu de l’article de Wikipédia en anglais intitulé « Rumyantsev Museum » (voir la liste des auteurs).